# Codi ATC V04
El  codi ATC V04, descrit com Agents diagnòstics, és una subgrup terapèutic de l'Anatomical, Therapeutic, Chemical Classification System (ATC). La classificació ATC és un sistema de codis alfanumèric desenvolupat per l'Organització Mundial de la Salut (OMS) per als fàrmacs i altres productes sanitaris. El subgrup V04 és part del grup anatòmic V Altres.

Els codis per a ús veterinari (codis ATCvet) poden han estat creats afegint la lletra Q davant dels codis ATC humans: QV04... 
Les adaptacions estatals de la classificació ATC poden incloure codis addicionals no presents en aquesta llista, que segueix la versió de l'OMS.

## V04C Altres agents diagnòstics
V04C A Proves per a diabetis
V04C B Proves per a absorció de greixos
V04C C Proves de permeabilitat del conducte biliar
V04C D Proves de funció hipofisiària
V04C I Proves per avaluar capacitat funcional hepàtica
V04C F Agents per al diagnòstic de tuberculosi
V04C G Proves de secreció gàstrica
V04C H Proves de funció renal
V04C J Proves de funció tiroide
V04C K Proves de funció pancreàtica
V04C L Proves per a malalties al·lèrgiques
V04C M Proves per a alteracions de la fertilitat
V04C X Altres agents diagnòstics